# Charneca de Caparica
Charneca de Caparica ist ein Ort und eine ehemalige Gemeinde auf der Halbinsel von Setúbal in Portugal.

## Geschichte

Lage der ehemaligen Gemeinde Charneca de Caparica (dunkelrot) im Kreis Almada (gelb), auf der Halbinsel von Setúbal

Der Ort entstand nach Gründung des Klosters Convento de Nossa Senhora da Rosa (ursprünglich Convento da Cela-Velha) im Jahr 1410.
Um 1559 erwarben die Jesuiten hier Ländereien und errichteten dort weitere Wirtschafts- und Wohngebäude.
Ab etwa 1569 lebte Fernão Mendes Pinto auf dem hiesige Landgut Quinta de Vale do Rosal.
Nachdem bereits um 1570 einige Geistliche hierher vor der Pest in Lissabon flohen, suchten auch nach dem Erdbeben von Lissabon 1755 einige wohlhabende Bewohner der Hauptstadt hier Schutz vor den grassierenden Krankheiten in der Hauptstadt.
Die eigenständige Gemeinde Charneca de Caparica wurde am 4. Oktober 1985 gegründet, durch Ausgliederung aus der Gemeinde Caparica.
Am 2. Juli 1993 wurde Charneca de Caparica zur Kleinstadt (Vila) erhoben.
Im Zuge der Gebietsreform 2013 wurde die Gemeinde dann mit Sobreda zu einer neuen Gemeinde zusammengefasst.

## Verwaltung
Charneca de Caparica war Sitz einer gleichnamigen Gemeinde (Freguesia) im Kreis (Concelho) von Almada, im Distrikt Setúbal. In der Gemeinde lebten 29.693 Einwohner auf einer Fläche von 23,14 km² (Stand 30. Juni 2011).
Folgende Ortschaften liegen in der ehemaligen Gemeinde:
| - Aroeira - Marisol - Vale Bem - Pinheirinho - Quintinhas - Marco Cabaço | - Vale Cavala - Casal do Poço - Lagoa - Vale do Rosal - Vale Fetal - Quinta Nova | - Quinta do Texugo - Palhais - Botequim - Barriga - Regateira - Quinta da Morgadinha |

Mit der Gebietsreform vom 29. September 2013 wurden die Gemeinden Charneca de Caparica und Sobreda zur neuen Gemeinde União das Freguesias de Charneca de Caparica e Sobreda zusammengefasst. Charneca de Caparica ist Sitz dieser neu gebildeten Gemeinde.